# Mae (Los Lagos)
Mae es un caserío de la comuna de Los Lagos, ubicada en el sector este de la comuna, se encuentra en la ribera sur del Lago Riñihue.

## Hidrología
Mae se ubica en la ribera sur del Lago Riñihue.

## Accesibilidad y transporte
Mae se encuentra a 56,4 km de la ciudad de Los Lagos a través de la Ruta T-45.